# 马里斯维尔 (俄亥俄州)
马里斯维尔（Marysville）是美国俄亥俄州联合县一个城市和县城。 2010年人口普查时人口为22,094人。 这比2000年增长了38.59％。
马里斯维尔的长期标语是“这里的草更绿”。
2008年12月，马里斯维尔被第一夫人劳拉·布什指定为“保护美国社区”。